# Řád republiky
Řád republiky byl v letech 1951–1990 jedním z nejvyšších československých vyznamenání. Propůjčoval ho prezident republiky za „mimořádné zásluhy o budování Československé republiky, zejména o její mírové budovatelské úsilí ve výrobě nebo při kulturní nebo vědecké činnosti, nebo o zvyšování schopnosti obrany státu.“ Řád byl založen vládním nařízením číslo 30/1951 Sb. a uděloval se jak jednotlivcům, tak kolektivům (včetně podniků či státních orgánů). Řád bylo možné propůjčit i vícekrát, například Gertrudě Sekaninové-Čakrtové byl propůjčen v letech 1955 i 1968.
Medaile řádu byla původně mírně oválná o rozměrech 40×43 mm a jejím podkladem byla zeď z cihel; dole byly dvě lipové ratolesti svázané stuhou, z nich vybíhaly žerdě dvou praporů: vpředu československá vlajka, za ní vlajka rudá. Uprostřed medaile byl srp a kladivo. Na rubu medaile byl nápis ČSR (od roku 1960 ČSSR) mezi dvěma vavřínovými ratolestmi a vyražené matriční číslo.
V roce 1977 byla výtvarné řešení řádu zákonem změněno. Nová verze měla tvar rudého, stříbrem rámovaného čtverce o straně 4 cm postaveného na vrchol, na kterém je uprostřed umístěna pěticípá hvězda se státním znakem v pravidelném pětiúhelníku; mezi cípy hvězdy jsou lipové trojlístky. Na pozadí z hvězdy vybíhají stříbrné paprsky, z nichž některé přesahují okraj čtverce. Na rubu bylo už jen vyryté matriční číslo.